# 二茂铁氯喹
二茂铁氯喹是一种有机化合物，化学式为C23H24ClFeN3，最早于1997年被报道。它具有抗疟作用，对氯喹耐药菌株有良好的活性。它具有二茂铁环，这种有机金属组分在药物中并不常见。
它的喹啉环上的氮可以和金或铑配位，得到相应的配合物。